# Ochtmissen
Die Ortschaft Ochtmissen ist ein Stadtteil der Hansestadt Lüneburg in Niedersachsen. Der Ort liegt etwa drei Kilometer nordwestlich von Lüneburg. Ochtmissen zählt zu den ältesten Dörfern im Landkreis und war bis 1974 eine eigenständige Gemeinde.

## Geschichte
Ochtmissen wurde vor mehr als tausend Jahren gegründet und ist damit eines der ältesten Siedlungen im Landkreis Lüneburg.
Im Jahre 1717 kam es zu einem Streit mit der Gemeinde Vögelsen wegen einer Fuhre Plaggen, wobei Ochtmissen Recht bekam.
Am 1. März 1974 wurde das Dorf anlässlich einer Gebietsreform nach Lüneburg eingemeindet.

## Politik

### Ortsrat
Der Ortsrat, der Ochtmissen vertritt, setzt sich aus neun Mitgliedern zusammen. Die Ratsmitglieder werden durch eine Kommunalwahl für jeweils fünf Jahre gewählt.
Bei der Kommunalwahl 2021 ergab sich folgende Sitzverteilung:
| Ortsrat 2021Insgesamt 9 Sitze - WGO: 8 - CDU: 1 |

### Ortsbürgermeister
Der Ortsbürgermeister des Stadtteils ist Jens-Peter Schultz (SPD).

## Kultur und Sehenswürdigkeiten
In Ochtmissen befindet sich die Grundschule „Schule am Sandberg“ mit etwa 80 Schülern und 5 Lehrkräften.
Außerdem gibt es in der Ortsmitte eine Kindertagesstätte. Die Kita befindet sich heute im Hotmann-Weg. Zuvor hieß dieser Werner-Jansen-Weg. Wegen der nationalsozialistischen Vergangenheit Werner Jansens, der in Ochtmissen gewohnt hat, entschloss sich der Kulturausschuss Lüneburgs am 30. Oktober 2008 zu einer Umbenennung.

## Wirtschaft und Infrastruktur
Über die Anschlussstelle Lüneburg-Nord besteht eine Anbindung an die A 39, die nördlich am Ort vorbeiführt.
Parallel zur Autobahn verläuft die Bahnstrecke Lehrte–Hamburg-Harburg. Die nächstgelegenen Bahnstationen sind Bardowick und Lüneburg.
Bis zur Stilllegung führte die Bahnstrecke Wittenberge–Buchholz durch den Ort. An dieser Strecke gab es in Ochtmissen auch einen Haltepunkt.